# Рю Су Йон
Рю Су Йон (кор. 류수영, 魚南善, Eo Nam-sun, нар. 5 вересня 1979, Сеул, Республіка Корея) — південнокорейський актор.

## Біографія
О Нам Сон народився 5 серпня 1979 року в столиці Республіки Корея місті Сеул. У 1998 році він взяв участь в кулінарному шоу на одному з телеканалів, через два роки, взявши сценічне ім'я Рю Су Йон він дебютував на телебаченні зігравши невелику роль в серіалі «Родина Гіббс». Вже у наступному році, Су Йон зіграв свою першу і одразу головну роль в кіно в романтичному трилері «Літній час». У наступні декілька років він зіграв численні другорядні ролі в телесеріалах. Першою головною роллю на телебаченні в кар'єрі Су Йона стала роль в романтично комедійному серіалі «Вісімнадцять, двадцять дев'ять» 2005 року. У наступному році він зіграв головну роль в історичному серіалі «Сеул 1945». З 2008 по 2010 рік актор проходив обов'язкову для чоловіків в Південній Корей службу в армії. Першою роллю після демобілізації стала роль в романтично комедійному серіалі «Моя принцеса» прем'єра якого відбулася на початку січня 2011 року, в тому ж році він зіграв одну з головних ролей в популярному серіалі вихідного дня «Сім'я О Чакгю».У 2012 році Су Йон разом з групою корейських волонтерів майже два тижня допомагав бідним в Мадагаскарі. У 2013 році Су Йон був одним з учасників реаліті-шоу «Справжній чоловік», в тому ж році він зіграв одну з головних ролей в гостросюжетному серіалі «Два тижні». У 2018 році він зіграв головну роль в мелодрамі «Гарна відьма».

## Особисте життя
У січні 2017 року Рю Су Йон одружився з акторкою Пак Ха Сон з якою він познайомився на зйомках серіалу «Два тижні», у серпні того ж року в подружжя народилася дівчинка.

## Фільмографія

### Телевізійні серіали
| Рік  | Назва                                                | Роль             | Мережа |
| ---- | ---------------------------------------------------- | ---------------- | ------ |
| 2000 | «Родина Гіббс»                                       | другий мешканець | MBC    |
| 2000 | «Кохання та прощання»                                |                  | SBS    |
| 2001 | «Захоплюючий вихід»                                  | Чон У            | SBS    |
| 2001 | «Добрі друзі 2»                                      |                  | KBS2   |
| 2001 | «Неві»                                               | Чон Хьон Су      | MBC    |
| 2002 | «Зелена карта»                                       |                  | SBS    |
| 2002 | «Історія успіху яскравої дівчини»                    | О Чун Те         | SBS    |
| 2002 | «Прихильність»                                       | Че Ман           | SBS    |
| 2002 | «ДТП»                                                |                  | SBS    |
| 2002 | «Золота ера Менгів»                                  | Ю Чон Чже        | MBC    |
| 2003 | «Перше кохання»                                      | Хван Хьон Чжун   | SBS    |
| 2003 | «Карусель»                                           | Чон Су Хьон      | MBC    |
| 2003 | «Нові Гин У та Чік Ньо»                              | Сін Те Йон       | MBC    |
| 2004 | «Чан Гіль Сан»                                       | Лі Чі Йон        | SBS    |
| 2004 | «Метелик»                                            | Ю Хьон Су        | MBC    |
| 2004 | «Залиш останній танець для мене»                     | Чон Те Мін       | SBS    |
| 2005 | «Вісімнадцять, двадцять дев'ять»                     | Кан Сан Йон      | KBS2   |
| 2005 | «Відродження — далі»                                 | Мін Кі Бом       | MBC    |
| 2006 | «Сеул 1945»                                          | Чхве Ун Хьок     | KBS1   |
| 2007 | «Погана пара»                                        | Чхве Гі Чхан     | SBS    |
| 2008 | «Адвокати великої корейської республіки»             | Бьон Хьок        | MBC    |
| 2011 | «Моя принцеса»                                       | Нам Чон У        | MBC    |
| 2011 | «Сім'я О Чакгю»                                      | Хван Те Бом      | KBS2   |
| 2012 | «Сини»                                               | Ю Мін Кі         | MBC    |
| 2013 | «Пам'ять у моєму старому гаманці» (спеціальна драма) | Лі Йон Чже       | KBS2   |
| 2013 | «Два тижні»                                          | Ім Син У         | MBC    |
| 2014 | «Вічне кохання»                                      | Хан Кван Хун     | SBS    |
| 2015 | «Кров»                                               | Пак Хьон Со      | KBS2   |
| 2015 | «Віртуальна наречена»                                | Ча Мьон Сок      | KBS2   |
| 2016 | «Мій адвокат, містер Чо»                             | Сін Чі Ук        | KBS2   |
| 2017 | «Дивний батько»                                      | Чха Чьон Хван    | KBS2   |
| 2018 | «Гарна відьма»                                       | Сон У Чжін       | SBS    |
| 2019 | «Кохання у смутку»                                   | Кан Ін Ук        | MBC    |
| 2021 | «Ось мій план»                                       | Лі Че Йон        | MBC    |

### Фільми
| Рік  | Назва                               | Роль                 |
| ---- | ----------------------------------- | -------------------- |
| 2001 | «Літній час»                        | Чін У / Сан Хо       |
| 2002 | «Дзеркало» (короткометражний фільм) |                      |
| 2003 | «Синій»                             | Лі Кьон Іль          |
| 2013 | «Адвокат»                           | Лі Чхан Чжун (камео) |
| 2019 | «Шато Монте»                        | Чон Хьон             |
| 2020 | «Сталевий дощ 2: Самміт»            | Пе Ду Хо             |
| 2023 | «Моє сердечне цуценя»               | батько (камео)       |

## Нагороди
| Рік  | Нагорода                      | Категорія                                                                  | Робота                            | Результат | Прим.  |
| ---- | ----------------------------- | -------------------------------------------------------------------------- | --------------------------------- | --------- | ------ |
| 2002 | 10-та Премія SBS драма        | Нова зірка                                                                 | «Історія успіху яскравої дівчини» | Перемога  |        |
| 2004 | 12-та Премія SBS драма        | Кращий актор другого плану                                                 | «Залиш останній танець для мене»  | Перемога  |        |
| 2005 | 24-та Премія MBC драма        | Нагорода за майстерність (актор)                                           | «Відродження — далі»              | Номінація |        |
| 2006 | 20-та Премія KBS драма        | Нагорода за високу майстерність (актор)                                    | «Сеул 1945»                       | Перемога  |        |
| 2007 | 43-тя Премія мистецтв Пексан  | Кращий актор телебачення                                                   | «Сеул 1945»                       | Номінація |        |
| 2007 | 15-та Премія SBS драма        | Нагорода за майстерність (актор мінісеріалу)                               | «Погана пара»                     | Номінація |        |
| 2011 | 25-та Премія KBS драма        | Краща пара (разом з Чхве Чон Йон)                                          | «Сім'я О Чакгю»                   | Перемога  | [ 11 ] |
| 2011 | 25-та Премія KBS драма        | Нагорода за майстерність (актор серіалу)                                   | «Сім'я О Чакгю»                   | Номінація | [ 11 ] |
| 2012 | 31-ша Премія MBC драма        | Нагорода за майстерність (актор серіалу)                                   | «Сини»                            | Номінація |        |
| 2013 | Премія розваг MBC             | Зірка року                                                                 | «Справжній чоловік»               | Перемога  |        |
| 2013 | 27-ма Премія KBS драма        | Нагорода за майстерність (актор одноактної / спеціальної / короткої драми) | «Пам'ять у моєму старому гаманці» | Номінація |        |
| 2014 | 22-га Премія SBS драма        | Нагорода за високу майстерність (актор)                                    | «Вічне кохання»                   | Номінація |        |
| 2017 | 31-ша Премія KBS драма        | Краща пара (разом з Лі Ю Рі)                                               | «Дивний батько»                   | Перемога  | [ 12 ] |
| 2018 | 11-та Премія корейської драми | Нагорода за майстерність (актор)                                           | «Гарна відьма»                    | Номінація | [ 13 ] |
| 2018 | 26-та Премія SBS драма        | Нагорода за високу майстерність (актор щоденної / вихідного дня драми)     | «Гарна відьма»                    | Номінація |        |
| 2019 | 38-ма Премія MBC драма        | Нагорода за майстерність (актор щоденної / вихідного дня драми)            | «Кохання у смутку»                | Перемога  | [ 14 ] |